# 代沟

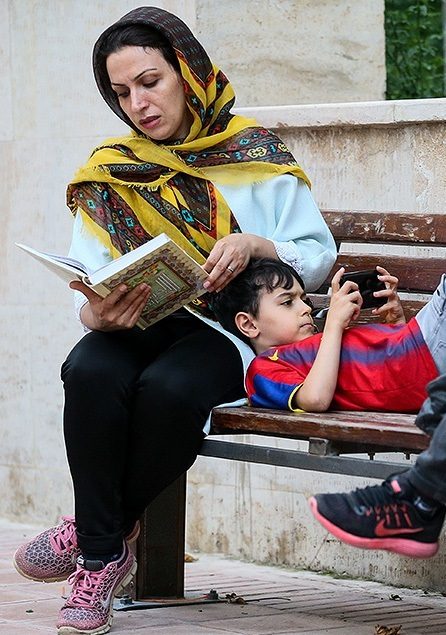

代沟是指年齡差距較大的兩代人或幾代人在信仰、政治或价值观方面的分歧。在更多的情況下，代沟通常指的是年轻人与其父母或祖父母之间在各個層面的认知差距。代溝也有可能出現於忘齡戀的雙方。有時社會用不同的名稱区分不同世代。例如西方社會的戰後嬰兒潮、X世代、Y世代、Z世代、阿法世代，以及中華人民共和國的80後、90後、00后。

## 语言差異
長輩與年輕人之間的语言使用習慣有所差異，年輕人更愛用同齡人之間或網絡流行語，而這些流行語長輩未必能理解，這就造成了雙方之間沟通出現障礙。
在移民家庭中，第一代移民平時主要使用母语與周圍人溝通，第二代移民主要使用所在國的語言交流，但也掌握了父母的母語，第三代移民基本上已不會祖輩的母語。此種情況亦出現在中華人民共和國推廣普通話後的方言弱勢地區。

## 另見
- 老少配